# غرينفيل (تينيسي)
غرينفيل (بالإنجليزية: Greeneville, Tennessee)‏ هي بلدة تقع بولاية تينيسي في الولايات المتحدة. تأسست عام 1783، تبلغ مساحتها (كم²)، وترتفع عن سطح البحر 463 م، بلغ عدد سكانها 15062 نسمة في عام 2010 حسب إحصاء مكتب تعداد الولايات المتحدة .

## المناخ
يظهر الجدول التالي التغييرات المناخية على مدار السنة لغرينفيل:
| البيانات المناخية لـغرينفيل  | البيانات المناخية لـغرينفيل | البيانات المناخية لـغرينفيل | البيانات المناخية لـغرينفيل | البيانات المناخية لـغرينفيل | البيانات المناخية لـغرينفيل | البيانات المناخية لـغرينفيل | البيانات المناخية لـغرينفيل | البيانات المناخية لـغرينفيل | البيانات المناخية لـغرينفيل | البيانات المناخية لـغرينفيل | البيانات المناخية لـغرينفيل | البيانات المناخية لـغرينفيل | البيانات المناخية لـغرينفيل |
| الشهر                        | يناير                       | فبراير                      | مارس                        | أبريل                       | مايو                        | يونيو                       | يوليو                       | أغسطس                       | سبتمبر                      | أكتوبر                      | نوفمبر                      | ديسمبر                      | المعدل السنوي               |
| ---------------------------- | --------------------------- | --------------------------- | --------------------------- | --------------------------- | --------------------------- | --------------------------- | --------------------------- | --------------------------- | --------------------------- | --------------------------- | --------------------------- | --------------------------- | --------------------------- |
| متوسط درجة الحرارة الكبرى °ف | 47                          | 52                          | 61                          | 69                          | 78                          | 85                          | 88                          | 87                          | 82                          | 72                          | 61                          | 50                          | 69                          |
| متوسط درجة الحرارة الصغرى °ف | 24                          | 28                          | 33                          | 41                          | 51                          | 60                          | 64                          | 63                          | 55                          | 43                          | 34                          | 27                          | 44                          |
| الهطول إنش                   | 3.15                        | 3.66                        | 3.43                        | 3.86                        | 4.06                        | 4.09                        | 4.69                        | 4.29                        | 3.23                        | 2.09                        | 2.83                        | 3.35                        | 42.73                       |
| متوسط درجة الحرارة الكبرى °م | 8                           | 11                          | 16                          | 21                          | 26                          | 29                          | 31                          | 31                          | 28                          | 22                          | 16                          | 10                          | 21                          |
| متوسط درجة الحرارة الصغرى °م | −4                          | −2                          | 1                           | 5                           | 11                          | 16                          | 18                          | 17                          | 13                          | 6                           | 1                           | −3                          | 7                           |
| الهطول مم                    | 80                          | 93                          | 87                          | 98                          | 103                         | 104                         | 119                         | 109                         | 82                          | 53                          | 72                          | 85                          | 1٬085                       |
| المصدر: US Climate Data      |                             |                             |                             |                             |                             |                             |                             |                             |                             |                             |                             |                             |                             |

## أعلام
- أليكس جونز
- ويليام كولمان أندرسون
- ديفيد إم كي
- جورج كالدويل تايلور
- بيل بومان
- كورنيل ويبستر
- دالي الكسندر
- جون هنت مورغان

## وصلات خارجية
- Town of Greenville, Tennessee
- The US50 - Cities and Towns in Tennessee State
- Tennessee Cities and Towns, Facts, Map, Flag, Colleges, Government, and More